# Sungnyemun
Das Sungnyemun (koreanisch: 숭례문 „Tor der ehrwürdigen Sitte“) ist eines der drei verbliebenen historischen Stadttore der südkoreanischen Hauptstadt Seoul.

## Geschichte

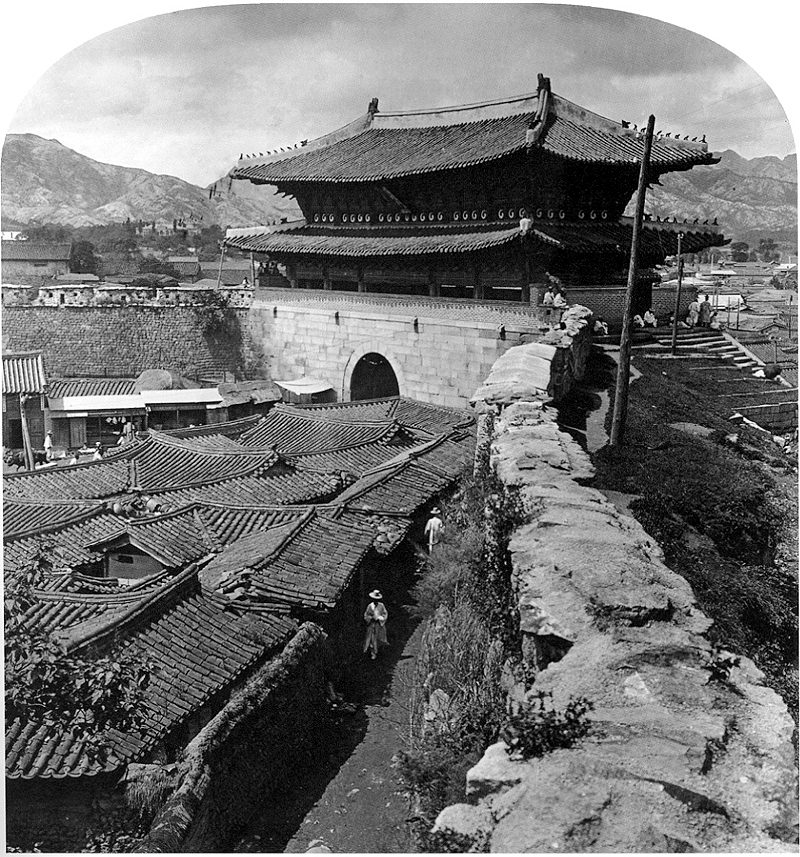
Das Tor 1904 mit noch vorhandenen Stadtmauern

Das Sungnyemun war das größte Holzgebäude in Seoul und wurde ursprünglich im Jahr 1395 unter König Taejo erbaut. Im Jahr 1447 wurde es während der Herrschaft des Königs Sejong grundlegend umgebaut.
Die damals gebaute Stadtmauer wurde ursprünglich gebaut, um die Stadt vor Tigern zu schützen. Die Tore wurden täglich geöffnet und geschlossen. Um dies zu signalisieren, wurde eine laute Glocke geläutet. Die Mauer, welche ab 1907 abgerissen wurde, steht heute nur noch teilweise auf Hügeln im Norden und im Süden der Stadt.
Während des Koreakriegs wurde es schwer beschädigt, aber von 1961 bis 1962 restauriert. Am 20. Dezember 1962 wurde es zum Nationalschatz Nr. 1 erklärt.

## Zerstörung und Neueröffnung

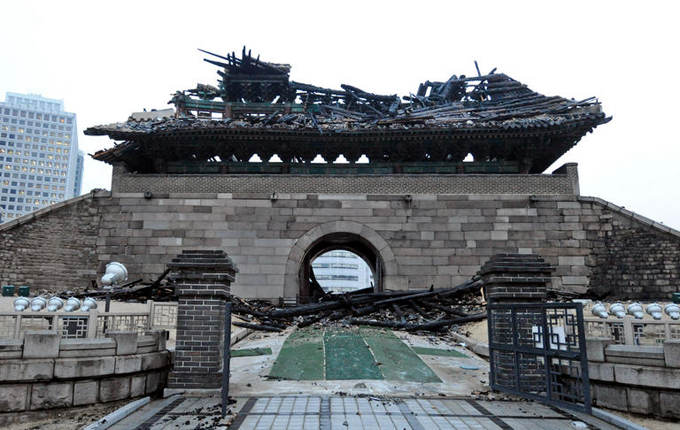
Das Tor am 11. Februar 2008 nach Löschung des Feuers

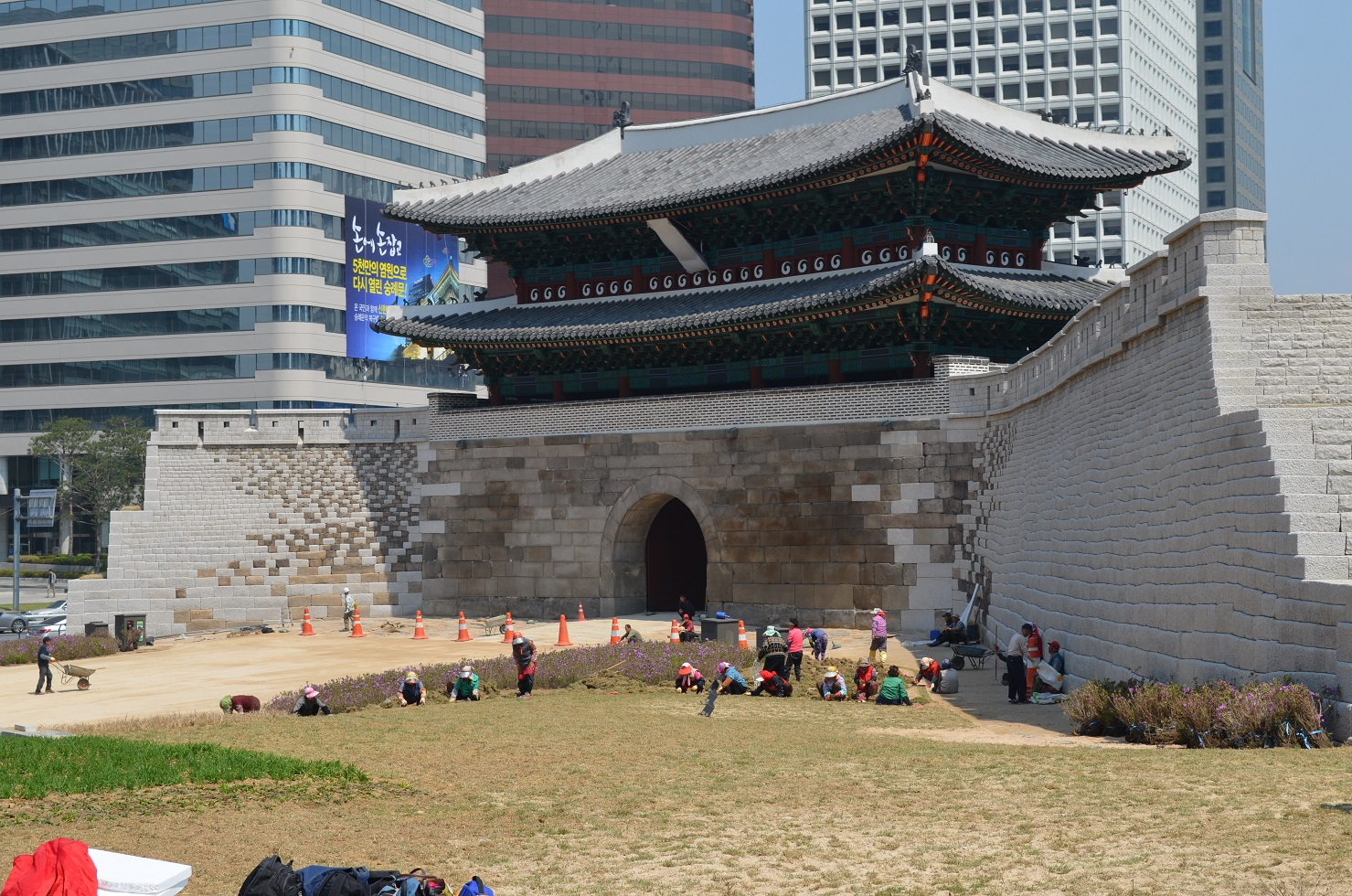
Das Tor nach der Restaurierung (2013)

In der Nacht vom 10. auf den 11. Februar 2008 wurde das Dach durch einen Brand infolge von Brandstiftung fast vollständig zerstört. Noch am 11. Februar nahm die Polizei einen Südkoreaner fest, der gestand, Feuer in dem Dach des Tores gelegt zu haben. Die oberste Kulturbehörde Südkoreas schätzte die Kosten des Wiederaufbaus auf ca. 21 Millionen US-Dollar. Das Projekt würde drei Jahre in Anspruch nehmen. Die Rekonstruktion wird durch die detaillierte Dokumentation erleichtert, die anlässlich der letzten Renovierung 1961–1963 erstellt wurde.
Am 4. Mai 2013 wurde Namdaemun unter Anwesenheit der Präsidentin Südkoreas wiedereröffnet.

## Southgate of Seoul in einem Computerspiel
Ein Aufbau des Tores findet sich auch in dem koreanischen MMORPG KAL-Online wieder, wo nach der Zerstörung des Tores ein Wiederaufbau-Event gestartet wurde. Die Spieler müssen Bruchteile des Tores sammeln, um sie danach an den „Reconstructer“ abzugeben. Ist eine bestimmte Anzahl abgegeben, so wird die Mauer Stück für Stück repariert. Für dieses Event musste sogar ein Teil einer Virtuellen Stadt so umgestaltet werden, dass das Tor überhaupt erst seinen Platz finden konnte.